# Мите, Иоганн Фридрих
Иоганн Фридрих Мите (нем. Johann Friedrich Miethe; 1 июня 1791 года, Галле, ныне Саксония-Анхальт- 24 октября 1832 года, Потсдам, Бранденбург) — немецкий пекарь-пряничник и предприниматель из Потсдама. В 1828 году произвёл первый шоколад с использованием паровой машины, так называемый паровой шоколад. Сын основателя шоколадной фабрики в городе Галле (земля Саксония-Анхальт), Halloren Schokoladenfabrik, которая действует поныне.

## Биография

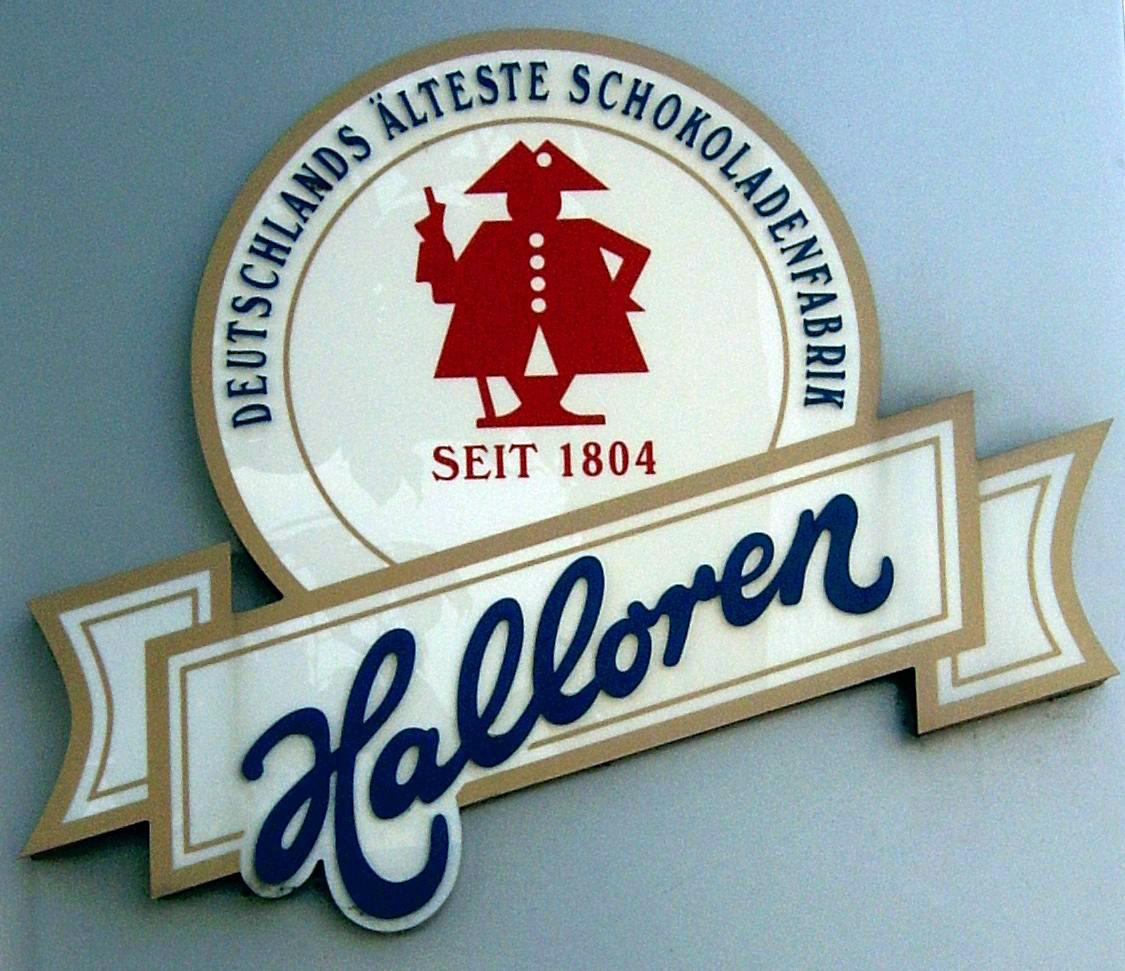
Логотип шоколадной фабрики Галлорен

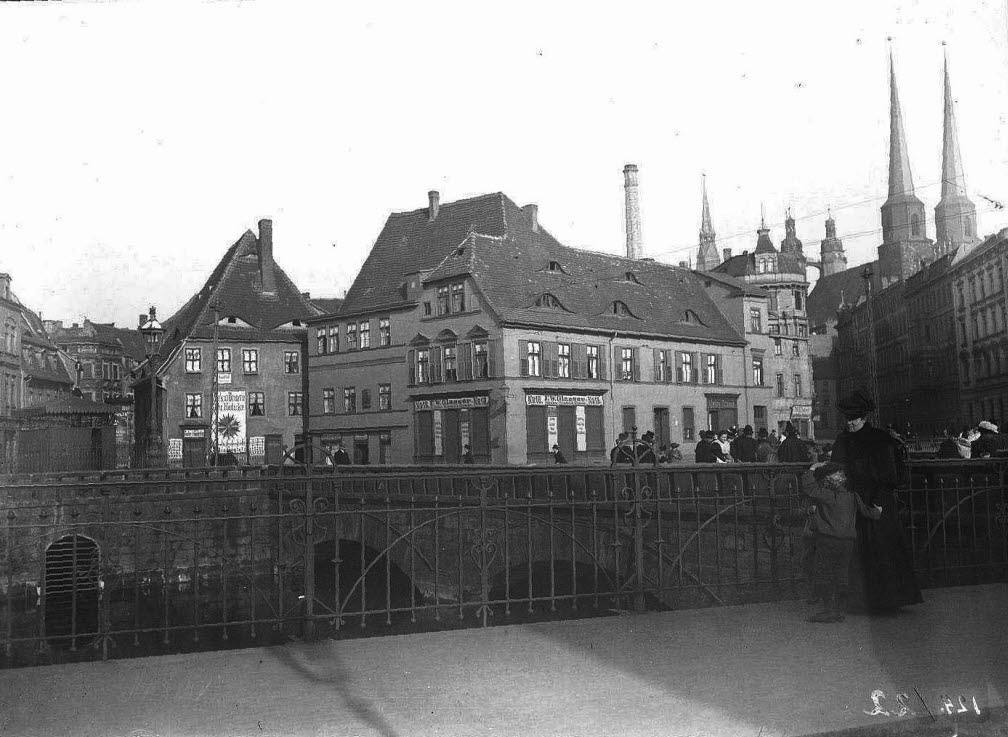
Город Галле (Заале). 1900 год

Иоганн Фридрих Мите был первым из пяти детей пекаря-специалиста по перцу (пфефферкюхлер- профессия в Германии) Фридриха Августа Мите (1753—1827) из Галле (на Заале), основателя шоколадной фабрики Галлорен (Halloren), и Фридерики Генриетты Софи Мите, урождённой Дамм (1766—1803).
В 1820 году Мите переехал поближе к Берлину, в город Потсдам (земля Бранденбург) и открыл магазин на Бассинплац. Он усовершенствовал процесс обработки шоколада с помощью специального процесса с использованием парового двигателя. Чтобы расширить производство, он приобрел аристократический дворец по адресу Ам Шлосс,1 (Am Schloß 1) и превратил его в фабрику. Использование паровой машины вскоре позволило производить «около 1000 фунтов шоколада в день в Берлине». . Приготовленный на пару шоколад Мите был высококачественным продуктом и продавался по всей Германии. Его конкуренты, которые все ещё изготавливали шоколад кустарного производства, были настроены к нему враждебно и распространяли среди покупателей слухи, что его приготовленный на пару шоколад отнюдь не лучше других, поэтому специальное обозначение об использовании нового способа вводит в заблуждение любителей шоколада. Чтобы защитить себя от этих нападок, Мите подробно описал свой метод производства.
В 1832 году Мите основал вторую фабрику в Нюрнберге вместе с бизнесменом Генрихом Лоренцем Биркнером (1792—1864)
Мите женился на Эмили Блюменталь из Берлина в 1821 году в соборе Галле. Первый из его девяти детей- будущая художница Фридерика Мите (стала известна как Фредерик Эмили Огюст О’Коннелл). Его сын Альберт Мите — отец изобретателя цветной фотографии Адольфа Мите (один из изобретателей магниевой фотовспышки) и дед писательницы Кете Мите (Käthe Miethe).